# ۴۹۹۵ شیردال
سیارک ۴۹۹۵ (به انگلیسی: 4995 Griffin، نامگذاری:1984QR) چهار هزار و نهصد و نود و پنجمین سیارک کشف شده‌است که در ۲۸ اوت ۱۹۸۴ کشف شد.